# Потєхін Савва Калістратович
Потєхін Савва Калістратович (нар. 2 серпня 1891 — †22 серпня 1944) — радянський військовий діяч, генерал-майор, учасник оборони Києва 1941 року.

## Біографія
Народився 2 серпня 1891 року в селі Максимівка (нині — Московська область).
У Червоної Армії з 1918 року. Учасник Громадянської війни в Росії.
Будучи командиром 147-ї стрілецької дивізії (02.08.1941-27.12.1941) полковник Савва Потєхін брав участь в обороні Києва (у серпні-вересні 1941 року).
З грудня 1941 року по червень 1942 року — командир 30-ї (55-ї гвардійської) Іркутсько-Пінської стрілецької дивізії.
З червня 1942 по січень 1943 року — заступник командира 5 гвардійського механізованого корпусу.
З січня 1943 до квітня 1943 року — заступник командира 5-го гвардійського механізованого корпусу, а з квітня 1943 року — заступник командира 4-го гвардійського механізованого корпусу.
Загинув 22 серпня 1944 під час бомбардування в околицях молдавського села Твардіца, де на місці загибелі в 1984 році встановлена меморіальна плита з написом «Тут 22 серпня 1944 загинув генерал-майор бронетанкових військ Савва Калістратович Потєхін». Похований в Одесі.
На його честь у 1971 році в Голосіївському районі міста Києва названа вулиця, а 23 травня 2007 року на фасаді будинку № 2 цієї вулиці було встановлено меморіальну дошку.

## Нагороди
- Орден Червоного Прапора;
- Орден Вітчизняної війни 1-го ступеня;
- Орден Вітчизняної війни 2-го ступеня;
- Медаль «XX років Робітничо-Селянській Червоній Армії»;
- Медаль «За оборону Сталінграда».